# Tmarus holmbergi
Tmarus holmbergi là một loài nhện trong họ Thomisidae.
Loài này thuộc chi Tmarus. Tmarus holmbergi được miêu tả năm 1941 bởi Schiapelli & Gerschman.